# Starrucca, Pennsylvania
Starrucca là một thị trấn thuộc quận Wayne, tiểu bang Pennsylvania, Hoa Kỳ. Năm 2010, dân số của thị trấn này là 173 người.